# Thủy Tinh (nhân vật)
Thủy Tinh (水精) là một nhân vật trong truyền thuyết Sơn Tinh - Thủy Tinh nổi tiếng của Việt Nam.

## Ghi chép
Câu chuyện về Thủy Tinh ghi chép trong hai tác phẩm chuyên viết về đề tài tâm linh khá sớm ở nước Việt là Việt điện u linh tập và Lĩnh Nam chích quái. Nhân vật Thủy Tinh thường được đề cập cùng với Sơn Tinh, vị thần núi Tản Viên và là một trong Tứ bất tử.
Xuất thân của Thủy Tinh, theo Việt điện u linh tập là: "Xét Giao Châu Ký của Tăng Công chép rằng: Vương là Sơn Tinh cùng với Thủy Tinh làm bạn rất thân thiết, ở ẩn tại động Gia Ninh, châu Phong." Còn theo Lĩnh Nam chích quái ghi chép: "Đại Vương Sơn Tinh họ Nguyễn, cùng vui ở với loài thủy tộc ở đất Gia Ninh, huyện Phong Châu".
Như vậy, Thủy Tinh vốn là người cùng gốc với Sơn Tinh, và theo Việt điện u linh tập còn đề cập rằng họ rất thân thiết.

## Truyền thuyết

### Sách vở cổ
Truyền thuyết Sơn Tinh - Thủy Tinh rất nổi tiếng là điển tích ghi nhận chủ yếu về Thủy Tinh.
Theo truyền thuyết được ghi nhận trong Việt điện u linh tập, Lĩnh Nam chích quái và Đại Việt Sử ký Toàn thư tóm tắt: Khi đó Hùng Vương muốn kén rể, nhưng lại không chịu sự xâm lấn của Thục Phán (sách Toàn thư lại ghi là ông nội của Thục Phán) nên mới dán bố cáo chọn người trong nước. Sơn Tinh cùng Thủy Tinh đến so tài. Hùng Vương không chọn được, bèn ra chỉ dụ ngày mai ai đem lễ vật đến trước sẽ thắng. Sơn Tinh đem vàng, bạc, sản vật đến trước nên lấy được Mị Nương, Thủy Tinh đến sau, nổi giận đem quân muốn cướp về, nhưng lại thua trận.
Người đời truyền cứ mỗi năm, Thủy Tinh lại dâng nước lên để đòi Mị Nương, nhưng đều thất bại.

### Sách giáo khoa
Câu chuyện Sơn Tinh - Thủy Tinh phổ biến thì lại có một số chi tiết khác hẳn. Đặc biệt là phiên bản Sách giáo khoa Ngữ Văn Tập 1 Lớp 6 - Nhà Xuất bản Giáo dục: Hùng Vương thứ 18 có một người con gái tên là Mị Nương, người đẹp như hoa, tính nết hiền dịu (nhiều phiên bản về sau cho rằng nàng ta tên Ngọc Hoa). Vua cha yêu thương nàng hết mực, muốn kén cho con một người chồng thật xứng đáng.
Một hôm có hai chàng trai đến cầu hôn. Một người ở vùng núi Tản Viên có tài lạ: vẫy tay về phía đông, phía đông nổi cồn bãi; vẫy tay về phía tây, phía tây mọc lên từng dãy núi đồi. Người ta gọi chàng là Sơn Tinh. Một người ở miền biển, tài năng cũng không kém: gọi gió, gió đến; hô mưa, mưa về. Người ta gọi chàng là Thủy Tinh. Một người là chúa vùng non cao, một người là chúa vùng nước thẳm. Cả hai đều xứng đáng làm rể vua Hùng. Vua Hùng băn khoăn không biết nhận lời ai, từ chối ai, bèn cho mời các Lạc hầu vào bàn bạc.
Xong, vua phán: "Hai chàng đều vừa ý ta, nhưng ta chỉ có một người con gái, biết gả cho người nào? Thôi thì ngày mai, ai đem sính lễ đến trước, ta sẽ cho cưới con gái ta". Hai chàng tâu hỏi đồ sính lễ cần sắm những gì, vua bảo: "một trăm ván cơm nếp, một trăm nệp bánh chưng, voi chín ngà, gà chín cựa, ngựa chín hồng mao, mỗi thứ một đôi".
Hôm sau, mới tờ mờ sáng, Sơn Tinh đã đem đầy đủ lễ vật đến rước Mị Nương về núi. Thủy Tinh đến sau, không lấy được vợ, đùng đùng nổi giận, đem quân đuổi theo đòi cướp lấy Mị Nương. Thần hô mưa, gọi gió, làm thành dông bão rung chuyển cả đất trời, dâng nước sông lên cuồn cuộn đánh Sơn Tinh. Nước ngập ruộng đồng, nước ngập nhà cửa, nước dâng lên lưng đồi, sườn núi, thành Phong Châu như nổi lềnh bềnh trên một biển nước.
Sơn Tinh không hề nao núng. Thần dùng phép lạ bốc từng quả đồi, dời từng dãy núi, dựng thành lũy đất, ngăn chặn dòng nước lũ. Nước sông dâng lên bao nhiêu, đồi núi cao lên bấy nhiêu. Hai bên đánh nhau ròng rã mấy tháng trời, cuối cùng Sơn Tinh vẫn vững vàng mà sức Thủy Tinh đã cạn kiệt. Thần Nước đành rút quân. Từ đó, oán nặng, thù sâu, hằng năm Thủy Tinh làm mưa làm gió, bão lụt dâng nước đánh Sơn Tinh. Nhưng năm nào cũng vậy, Thần Nước đánh mệt mỏi, chán chê không thắng nổi Thần Núi để cướp Mị Nương, đành rút quân về.

### Câu chuyện về Sính lễ
Trong cả ba sách cổ là Việt điện u linh tập, Lĩnh Nam chích quái và Toàn thư thời nhà Lê, chi tiết sính lễ của Hùng Vương không hề chi tiết, đa phần Hùng Vương không đưa ra cụ thể và cả hai đều dâng những thứ quý của bản xứ.
Điểm mấu chốt của việc Thủy Tinh thua đơn giản là đến muộn. Tuy nhiên, bản trong Sách giáo khoa lại đưa ra rất cụ thể "một trăm ván cơm nếp, một trăm nệp bánh chưng, voi chín ngà, gà chín cựa, ngựa chín hồng mao, mỗi thứ một đôi" - và đặc biệt những thứ này lại nghiêng về phía Sơn Tinh nhiều hơn. Điều này dấy lên những ý kiến tranh luận câu chuyện thiên vị Sơn Tinh. Tuy nhiên, những lập luận trên chỉ có ý nghĩa tranh luận biện giải, nếu đó chỉ là cảm nhận về phiên bản truyền thuyết bản biến thể của Sách giáo khoa phổ thông, chứ những lập luận trên không có ý nghĩa gì đối với những phiên bản cổ hơn.
Bài thơ "Sơn Tinh, Thủy Tinh" do Nguyễn Nhược Pháp sáng tác, một người sống ở đầu thế kỉ 20 cũng không đưa ra bất kì chi tiết sính lễ khớp với Sách giáo khoa đưa ra, cụ thể qua những câu thơ:
Rừng xanh thả mây đào man mác, 
Sơn Tinh ngồi bạch hổ đi đầu 
Mình phủ áo bào hồng ngọc dát, 
Tay ghì cương hổ, tay cầm lau. 
Theo sau năm chục con voi xám 
Hục hặc, lưng cong phủ gấm điều, 
Tải bạc, kim cương, vàng lấp loáng, 
Sừng tê, ngà voi và sừng hươu 
Hùng Vương trên mặt thành liễu rủ, 
Hớn hở thần trông, thoáng nụ cười. 
Thần suốt đêm sao dài không ngủ, 
Mày ngài, mắt phượng vẫn còn tươi.
Sơn Tinh đến lạy chào bên cửa, 
Vua thân ngự đón nàng Mỵ Nương. 
Lầu son nàng ngoái trông lần lữa, 
Mi xanh lệ ngọc mờ hơi sương. 
Quỳ lạy cha già lên kiệu bạc, 
Thương người, thương cảnh xót lòng đau. 
Nhìn quanh, khói tỏa buồn man mác, 
Nàng kêu: "Phụ Vương ôi! Phong Châu!" 
Kiệu nhỏ đưa nàng đi thoăn thoắt, 
Hùng Vương mơ vịn tay bờ thành. 
Trông bụi hồng tuôn xa, xa lắc, 
Mắt nhoà lệ ngọc ngấn đầm quanh...
Thoảng gió vù vù như gió bể, 
Thủy Tinh ngồi trên lưng rồng vàng. 
Yên gấm tung dài bay đỏ choé, 
Mình khoác bào xanh da trời quang 
Theo sau cua đỏ và tôm cá, 
Chia đội năm mươi hòm ngọc trai, 
Khập khiễng bò lê trên đất lạ, 
Trước thành tấp tểnh đi hàng hai. 
Hùng Vương mặt rồng chau ủ rũ, 
Chân trời còn phảng bóng người yêu, 
Thủy Tinh thúc rồng đau kêu rú, 
Vừa uất vì thương, vừa bởi kiêu. 
Co hết gân nghiến răng, thần quát: 
"Giết! Giết Sơn Tinh hả hờn ta!" 
Tức thời nước sủi reo như thác, 
Tôm cá quăng ngọc trai mà huơ.
Thế hệ người Việt Nam hiện đại luôn giữ hình tượng voi chín ngà, gà chín cựa và ngựa chín hồng mao làm biểu tượng nghệ thuật của câu chuyện này, và ngộ nhận đó là điều hiển nhiên, ngay cả với những phiên bản cổ hơn. Sự thực cho thấy, ngay cả Nguyễn Nhược Pháp cũng không sử dụng chất liệu hình ảnh voi, gà và ngựa, thì điều này khả năng cao đây chỉ là sản phẩm của giai đoạn Việt Nam rất gần đây, và nó trở nên phổ biến qua phiên bản Sách giáo khoa mà ta đã biết.